# Atari 600
Atari 600 (600 / 800 XL) је кућни рачунар фирме Атари (Atari) који је почео да се производи у САД током 1982. године.
Користио је MOS 6502C микропроцесорску јединицу а RAM меморија рачунара је имала капацитет од 16 KB (600 XL до 64 KB) / 64 KB (800 XL, прошириво до 128 KB). 

## Детаљни подаци
Детаљнији подаци о рачунару 600 су дати у табели испод.
|                       |                                                            |
| [ 1 ]                 |                                                            |
| Произвођач            | Атари                                                      |
| Тип                   | кућни рачунар                                              |
| Меморија              | 16 (600 XL до 64 ) / 64 (800 XL, прошириво до 128 )        |
| Поријекло             | Сједињене Америчке Државе                                  |
| Година                | 1982                                                       |
| Тастатура             | Механичка тастатура                                        |
| Процесор              |                                                            |
| Фреквенција процесора | 1,79 (NTSC) / 1,77 (PAL)                                   |
| RAM                   | 16 (600 XL до 64 ) / 64 (800 XL, прошириво до 128 )        |
| ROM                   | 24                                                         |
| Текст                 | пет текстуалних модова, највише: 40 x 24, најмање: 20 x 12 |
| Графика               | 16 графичких модова, највише: 320 x 192                    |
| Боја                  | 256 (16 боја са 16 интензитета)                            |
| Звук                  | 4 гласа, 3.5 октава                                        |
| Димензије             | непознато                                                  |
| Портови               |                                                            |
| Оперативни систем     | [[]]                                                       |